# Güntersthal
Güntersthal ist ein Gemeindeteil der Gemeinde Hartenstein im Landkreis Nürnberger Land (Mittelfranken, Bayern). Günthersthal liegt in der Gemarkung Hartenstein.

## Lage
Der Weiler Güntersthal liegt auf der Hersbrucker Alb und grenzt an die Fränkische Schweiz. Oberfranken und die Oberpfalz schließen in unmittelbarer Nähe an. Die Nachbarorte sind Lungsdorf, Velden und Hartenstein. Der Ort liegt im Pegnitztal an der Staatsstraße 2162 und besteht im Wesentlichen aus gewerblich genutzten Gebäuden der Eckart GmbH. In Höhe des Weilers überquert die Bahnstrecke Nürnberg–Cheb die Pegnitz.

## Geschichte
In Güntersthal bestand zwischen dem 14. und 17. Jahrhundert ein Blechhammer, im 16. Jahrhundert sogar ein zweiter Eisenhammer. Das Erz wurde 1537 von Sulzbach bezogen. Die Werke wurden vom Wasser der Pegnitz betrieben. 1918 eröffnete die Firma Eckart eine Bronzepulverfabrik in Güntersthal.